# Acydofil
Acydofil – organizm tolerujący bądź preferujący życie w środowisku kwaśnym (tj. o niskim pH, nawet poniżej 2, choć za acydofilne uważa się też organizmy żyjące w środowisku o odczynie zbliżonym do 5,5 – typowym dla jezior dystroficznych). Do acydofili należą głównie wybrane gatunki bakterii, grzybów (np. maślak sitarz), rośliny wysokich torfowisk (np. torfowce, turzyce), wrzosowisk (np. wrzos zwyczajny) oraz ubogich borów (borówka, żurawina). Ze zwierząt do acydofilów należą np. węgorek octowy (żyjący w fermentujących owocach) oraz niektóre wioślarki (żyjące w zakwaszonych wodach).